# 特魯多柳比夫卡 (巴爾區)
48°57′4″N 27°51′37″E / 48.95111°N 27.86028°E
特魯多柳比夫卡（烏克蘭語：Трудолюбівка），是烏克蘭的村落，位於該國西南部文尼察州，由日梅林卡區負責管轄，面積12.76平方公里，海拔高度297米，2001年人口249，人口密度每平方公里19.51人。